# Friedhelm Wachs
Friedhelm Wachs (en alemán: Friedhelm Wachs; Berlín Occidental, Alemania, 25 de mayo de 1963) fue periodista y editor del periódico Die Tageszeitung. En 1992, escribió, en colaboración con Eduard Shevardnadze, el libro Revolución en Moscú. El Putsch y el colapso de la Unión Soviética (Revolution in Moskau. Der Putsch und das Ende der Sowjetunion). Rowohlt, Hamburgo, 1991, ISBN 3-499-13122-6, [4] [5] al igual que otros libros publicados en varios idiomas, por ejemplo: The Poverty of Nations. A Guide to the Debt Crisis from Argentina to Zaire. Traducido por Terry Bond. Zed Books, Londres.
Actualmente es el director de organizaciones públicas apolíticas que operan a nivel nacional e internacional [1][2][3]: Vicepresidente de la JCI-Cámara Junior Internacional-Alemania y senador de la JCI. Además, es un experto en negociaciones que aconseja a políticos y ejecutivos en Alemania y Europa. Asimismo, es un emprendedor y miembro de varias juntas directivas (por ejemplo, el banco Hansen & Heinrich AG [6])
Habla 6 idiomas: Alemán (lengua materna), inglés (fluido), francés, checo, ruso y holandés.

## Educación
De 1969 a 1982 Friedhelm Wachs estudió en una escuela de Berlín Occidental. Después de graduarse entró en la facultad de Ciencias Políticas de la Universidad Libre de Berlín, donde estudió ciencias políticas y administración de negocios; y se graduó de la universidad en 1988, un año antes de la caída del muro de Berlín. En el 2005 ingresó en el programa de Maestría en Administración de Negocios en una de las universidades líderes en Alemania-Leipzig Graduate School of Management. La maestría duró dos años, y en 2007 obtuvo el diploma de manos del rector –Prof. Vismita-, y recibió el premio Scmalenbach [7].

## Negocios

### Escuela y universidad
Su carrera profesional comenzó cuando todavía se encontraba en el colegio. A sus 16 años, Friedhelm Wachs ya había empezado a trabajar como periodista y ofreciendo seminarios en gerencia y negociación al personal de los colegios, mientras sus compañeros aprendían ciencias en la escuela.

### XII Festival Mundial de la Juventud y los Estudiantes (FMJE)
Entre 1984-1985 fue Vicepresidente de relaciones públicas y medios de comunicación masiva del XII FMJE. Al mismo tiempo, fue miembro del comité ejecutivo en Moscú, URSS. El evento tuvo 26 000 participantes de 157 países.

### Die Tageszeitung
Die Tageszeitung – Periódico Nacional Alemán
- 1985 - 1987 Editor para Europa del Este
- 1987 - 1988 Editor de noticias
- 1988 - 1989 Editor en jefe

Trabajó desde 1985 como editor del periódico “Die Tageszeitung” en la sección de Europa del este. Durante sus cuatro años como editor escribió numerosos artículos acerca de los países socialistas [8], donde estableció contactos con líderes de los movimientos independientes de Rusia y Checoslovaquia. Más tarde, participó en la inauguración de la oficina del periódico en Moscú.

### Rönnau und Wachs
1989 - 1992 Presidente y gerente
Fundada en Berlín, la compañía se dedicó a realizar investigaciones de mercado para bienes no relacionados con la industria alimenticia, medios de comunicación, informática, telecomunicaciones, equipos de oficina, etc. La compañía analizaba las ventas de estos segmentos a través de los canales de distribución alemanes. Para ello contaba con 150 empleados que conformaban el centro de atención de llamadas.

### Wachscommunication
Desde 1993 Presidente y gerente
1995 – Establecimiento del concepto de protección ambiental presentado por Alemania en la Conferencia de Naciones Unidas sobre el Medio Ambiente y el Desarrollo realizada en Berlín. Estas conferencias también son conocidas como Cumbres de las Tierras y fueron iniciadas en Río de Janeiro en 1992 [9][10]
“El Senado de Berlín para la construcción urbana y la protección ambiental, el cual organizó el programa que costó 6 millones de marcos alemanes, cree que el concepto presentado por Wachscommunication es convincente, y por eso van a cooperar con esta compañía. Para la Cumbre de las Tierras, Wachs es un socio muy importante” Dijo el oficial del Senado.
2003 – Consejero de Leipzig (Alemania) para aplicar a los Juegos Olímpicos de Verano 2012 [11]. Leipzig ganó la ronda nacional; y en las finales fue una de las 9 ciudades candidatas para los Juegos Olímpicos de Verano 2012 [12].
2009 – Aconseja compañías nacionales e internacionales, gobiernos y ciudades en el desarrollo de estrategias de negociación y relaciones públicas.
“Estamos satisfechos de haber podido atraer a Friedhelm Wachs, un conocido experto en desarrollo regional y mercadeo urbano, para que realice el escenario de la metrópolis de Hamburg-Lübeck” Dr. Burkhart Eymer, Presidente de los padres de la ciudad de Lübeck [2].

## Premios
Premio de la JCI: Senador más destacado en Europa en el 2009 (JCI Europe Award 2009: The Most Outstanding Senator) [13]
Premio de la JCI: Senador más destacado del mundo en 2009 (JCI World Award 2009: The Most Outstanding Senator of the World)
HHL Leipzig Graduate School of Management: Premio Schmalenbach [7]

## Publicaciones
Revolución en Moscú. El Putsch y el colapso de la Unión Soviética (Revolution in Moskau. Der Putsch und das Ende der Sowjetunion). Rowohlt, Hamburgo 1991, ISBN 3-499-13122-6
Die Armut der Nationen. Handbuch zur Schuldenkrise von Argentinien bis Zaire; Manual, 1988 ISBN 3-88022-7225
The Poverty of Nations. A Guide to the Debt Crisis from Argentina to Zaire. Traducido por Terry Bond. Zed Books, London. ISBN 0862329493
Alemán:
- Wachs. Das große Handbuch der Verhandlungsplanung, ISBN 978-3-9813087-0-9
- Besser verhandeln mit Deutschlands Verhandlungsexperten Friedhelm Wachs, ISBN 978-3-9813087-2-3
- CD Besser verhandeln die CD zum Buch, ISBN 978-3-9813087-6-1
- ZCARD Besser verhandeln Der Planer für erfolgreiche Verhandlungsprofis,
- Wenn ich nur wüsste ... 88 Fragen nach Glück, Sinn und Zielen für ein besseres Leben, ISBN 3-9813087-1-6
- Die Armut der Nationen. Handbuch zur Schuldenkrise von Argentinien bis Zaire; Manual, 1988 ISBN 3-88022-7225
- The Poverty of Nations. A Guide to the Debt Crisis from Argentina to Zaire. Traducido por Terry Bond., Zed Books, London. ISBN 0862329493
- Revolution in Moskau. Der Putsch und das Ende der Sowjetunion. Rowohlt, Hamburgo 1991, ISBN 3-499-13122-6
- Liebe!, Wachs, Friedhelm. – Leipzig : Metropolis-Medien-Verl., 2004, Limitierte und nummerierte Aufl. der Pre-Ed. ISBN 3-00-015232-6
- Die böhmischen Bäder : Karlsbad, Marienbad, Franzensbad, ISBN 3-7658-0748-6
- Prag (Sondereinband), Verlag: Rowohlt Tb, ISBN 3499190729
- Ein Motto fürs Leben, Evangelische Verlagsanstalt ISBN 978-3-374-02582-4 Seite 154 - 157